# こんなのアイドルじゃナイン!?
『こんなのアイドルじゃナイン!?』は、日本テレビで2012年1月11日から3月28日まで水曜日25:29 - 25:44 に放送されたドラマ・バラエティ番組。

## 概要
9nineにとって初のキー局レギュラー冠番組。
中高一貫教育のお嬢様女学園にできた「アイドルになりたい部」を舞台にしたシットコム。アイドルへの夢とは裏腹にとんちんかんな努力を重ねる女子中高生たちの日常を描く。
ドラマ内では妄想という形で毎回コンサートシーンが入り、生歌が披露される。

## 出演者
- 9nine
  - 佐武宇綺（うっきー）

根拠無くアイドルになれると信じている天然系。
- - 西脇彩華（ちゃあぽん）

勢いだけで「アイドルになりたい部」を立ち上げた熱血系。
- - 吉井香奈恵（かんちゃん）

歌やダンスを既に習っているクールな実力系。
- - 川島海荷（うみか）

真面目でアイドルには興味がなかったのに引きずり込まれた受難系。
- - 村田寛奈（ひろろ）

中等部からやって来た毒舌系。
- 平野綾（権田麻理先生）

アイドルになるという夢が破れ、教師になったアイドルマニア。

## スタッフ
- 監督：河合勇人
- 構成：吉澤智子
- TM：小椋敏宏
- SW：小林宏義
- カメラ：茅野竜徳
- 音声：宮内貞
- VE：斎藤孝行
- 美術プロデューサー：大川明子
- デザイン：田澤奈津美
- 編成：脇山浩一
- 編成企画：植野浩之
- 宣伝：満松隆一郎
- デスク：富重裕子
- TK：山沢啓子
- 助監督：橋本光二郎、竹内美保
- AD：藤井良紀
- ディレクター：小田玲奈、川口信洋、井上尚也
- プロデューサー：毛利忍、齋藤匠
- チーフプロデューサー：面高直子
- 制作協力：acro
- 企画・制作：日本テレビ
- 製作著作：バップ

## テーマソング
- 9nine「少女トラベラー」

## ライブパート
- 第1回 - チクタク☆2NITE
- 第2回 - SHINING☆STAR
- 第3回 - 少女トラベラー
- 第4回 - マテリアルワールド
- 第5回 - 夏 wanna say love U
- 第6回 - Angel drops
- 第7回 - Cross Over
- 第8回 - 困惑コンフューズ
- 第9回 - #girls
- 第10回 - koizora
- 第11回 - too blue
- 最終回 - Fly

## 映像ソフト化
2012年5月11日にDVD-BOXが発売された。単巻DVDも同時リリース。